# The Mass
Albums de Era
Era II
(2001) Reborn
(2008)
The Mass est le 3e album du groupe Era sorti en 2003.
Disque de platine en France. La pièce-titre The Mass est une adaptation de l'œuvre de Carl Orff, O Fortuna tirée de Carmina Burana. Des vidéos ont été tournées pour « The Mass » et « Looking for Something » sur place au Château de Commarque, en France ; avec les comédiens Pierre Boisserie et Irene Bustamante.

## Liste des pistes
1. The Mass - 3:43 (Carl Orff)
2. Looking For Something - 4:11
3. Don't Go Away - 4:26
4. Don't You Forget - 3:43
5. If You Shout - 3:51
6. Avemano Orchestral - 4:23
7. Enae Volare - 3:37
8. Sombre Day - 3:43
9. Voxifera - 4:23
10. The Champions - 3:30

## Classement des ventes
| Pays     | Meilleure position |
| -------- | ------------------ |
| Autriche | 17                 |
| Belgique | 43                 |
| France   | 4                  |
| Pays-Bas | 10                 |
| Pologne  | 31                 |
| Portugal | 9                  |
| Suède    | 10                 |
| Suisse   | 2                  |